# 2. pehotni polk (Avstro-Ogrska)
Za druge 2. polke glejte 2. polk.
2. pehotni polk (izvirno nemško Infanterie-Regiment Nr. 2) je bil pehotni polk avstro-ogrske skupne vojske.

## Poimenovanje
- Ungarisches Infanterie-Regiment »Ujváryi« Nr. 2 (1741)
- Ungarisches Infanterie-Regiment »Erzherzog Carl« Nr. 2 (1749)
- Ungarisches Infanterie-Regiment »Erzherzog Ferdinand« Nr. 2 (1761)[4]
- Ungarisches Infanterie-Regiment »Alexander I. Kaiser von Russland« Nr. 2/Madžarski pehotni polk »Aleksander I. car Rusije« št. 2
- Infanterie Regiment Nr. 2 (1915 - 1918)

## Zgodovina
Polk je bil ustanovljen leta 1741. 

### Prva svetovna vojna
Polkovna narodnostna sestava leta 1914 je bila sledeča: 61 % Madžarov, 27 % Romunov in 12 % drugih. Naborni okraj polka je bil v Brașovu, pri čemer so bile polkovne enote garnizirane sledeče: Sibiu (1. bataljon) in Brașov (vse preostale enote).
Med prvo svetovno vojno se je polk bojeval tudi na soški fronti.
V sklopu t. i. Conradovih reform leta 1918 (od junija naprej) je bilo znižano število polkovnih bataljonov na 3.

## Organizacija
1918 (po reformi)
- 1. bataljon
- 2. bataljon
- 3. bataljon

## Poveljniki polka
- 1859: Basil Mankosch[9]
- 1865: Otto Welsersheimb[10]
- 1879: Blasius Sekulich[11]
- 1908: Lukas Šnjarić[12]
- 1914: Rudolf Krenn[1]